# (78383) Philmassey
(78383) Philmassey est un astéroïde de la ceinture principale.

## Description
(78383) Philmassey est un astéroïde de la ceinture principale. Il fut découvert le 15 août 2002 à la station Anderson Mesa par le programme LONEOS. Il présente une orbite caractérisée par un demi-grand axe de 2,71 UA, une excentricité de 0,06 et une inclinaison de 5,2° par rapport à l'écliptique.

## Compléments